# فقدان الذاكرة المحرض بالأدوية
فقدان الذاكرة المحرض بالأدوية (بالإنجليزية: Drug-induced amnesia)‏ حالة من فقدان الذاكرة تنتج عن استخدام الأدوية. قد يكون فقدان الذاكرة علاجيًا بهدف العلاج الطبي أو الإجراءات الطبية، أو قد يكون تأثيرًا جانبيًا لعقار، كالكحول، أو أدوية معينة تُؤخذ في الاضطرابات النفسية، مثل البنزوديازيبين. يترافق أيضًا مع التخدير الوريدي العام بطيء التأثير.[بحاجة لمصدر]

## الاستخدام الطبي
يعد فقدان الذاكرة أمرًا محبذًا أثناء الجراحة، لأن المُخدر العام يُسبب للمريض فقدان ذاكرة فيما يتعلق بإجراء العملية. يمكن للمهدئات مثل البنزوديازيبينات، التي تُستخدم عادةً لعلاج اضطرابات القلق، أن تقلل من ترميز الذكريات الجديدة، خاصةً عند استخدام جرعات عالية (على سبيل المثال، قبل الجراحة حتى لا يتذكر الشخص تلك الجراحة). يمكن استخدام الأدوية المُفقِدة للذاكرة لتحريض الغيبوبة لدى طفل يتنفس باستخدام التهوية الميكانيكية، أو للمساعدة في تقليل الضغط داخل الجمجمة بعد إصابة الرأس.
يجرب الباحثون حاليًا الأدوية التي تحرض فقدان الذاكرة لتحسين فهم الذاكرة البشرية، وتطوير أدوية أفضل لعلاج الاضطرابات النفسية والاضطرابات المرتبطة بالذاكرة. من المحتمل أن يستفيد المصابون بمرض ألزهايمر وغيره من أشكال الخرف. من خلال فهم الطرق التي تؤثر بها العقاقير المحرضة لفقدان الذاكرة على الدماغ، يأمل الباحثون الوصول إلى فهم أفضل للطرق التي تساعد بها النواقل العصبية في تشكيل الذاكرة. قد تتحسن الذاكرة، من خلال تحفيز هذه النواقل العصبية بدلاً من خفضها.
يُشار إلى استخدام الأدوية لمحو الذكريات المؤلمة أو غير المرغوب فيها باسم «الخيال العلمي» علق هولمس وآخرون (2010) أن الإعلام أساء تقديم دراستين حديثتين باعتبارهما بحثًا في «محو» الذكريات المؤلمة، إلا أنهما أظهرتا أن استجابة الخوف المترافقة مع الذكرى المسببة للتوتر يمكن أن تقل بشكل كبير بينما تبقى الذكرى الفعليّة عن الحادثة سليمة. وجد برونيت وآخرون (2008) أن الأشخاص الذين يعانون من اضطراب الكرب المزمن التالي للصدمة النفسية والذين عولجوا بالبروبرانولول ليوم واحد كانت لديهم استجابة مخفّضة للصدمة النفسية عند استرجاع ذكرى الحادثة. في عملية التذكّر، يجب استعادة الذكرى في المخ. يمكن أن تتشوش الذكرى بإعطاء دواء محرض لفقدان الذاكرة خلال هذه العملية. بالرغم من بقاء الذكرى سليمة، تخمد ردة الفعل العاطفية، جاعلةً الذكرى أقل شدةً. يعتقد الباحثون أن هذا الدواء سيساعد مرضى اضطراب الكرب التالي للصدمة النفسية في تذكر الحادثة دون أن يعيشوا الصدمة العاطفية من جديد. أثار هذا تساؤلات قانونية/ أخلاقية حول إمكانية استخدام الأدوية لتغيير ذكرى الأحداث المؤلمة لدى ضحايا الجرائم (مثل الاغتصاب)، وما إذا كان ذلك محبذًا من الناحية العلاجية.

## فقدان الذاكرة غير الطبّي المحرض بالأدوية
يمكن أن يحدث فقدان الذاكرة كتأثير جانبي للأدوية الموصوفة أو غير الموصوفة. يمكن لكل من تعاطي المخدرات والكحول أن يؤدي لفقدان الذاكرة طويلة الأمد أو قصيرة الأمد، مسببًا فقدان الوعي.
أكثر الأدوية الموصوفة شيوعًا والتي بإمكانها أن تسبب فقدان ذاكرة هي البنزوديازيبينات، خاصةً إذا أُخذت مع الكحول، من ناحية أُخرى، لا يرتبط التريازولام (هالسيون) بكميات محدودة بفقدان الذاكرة أو ضعف الذاكرة.

## في الثقافة الشعبية
- في المسلسل التلفزيوني الخيالي العلمي لعام 1970 «يوفو»، أُعطيت أدوية فقدان الذاكرة لأي شخص كان على اتصال مع عملاء منظمة شادو، أو شهد أنشطتهم السرية.
- في فيلم «الإشراقة الأبدية للعقل الطاهر» (2004)، يقرر جويل باريش (جيم كاري) أن ينسى حبيبته السابقة كليمنتين كروزينسكي (كيت وينسلت) بعد أن محت ذكرياتها عنه. مع بدء عملية محو الذاكرة، يغير رأيه ويحاول الاحتفاظ بالذكريات.[8]
- في فيلم «صداع الكحول» (2009) تتعامل الشخصيات مع آثار فقدان الذاكرة بعد تناولها للفلونيترازيبام.
- تناقش حلقة من مسلسل «عائلة بلوث» تسمى «انسَني الآن» استخدام فقدان الذاكرة المحرض بالأدوية لأولئك الذين اكتشفوا حيل الساحر (أو الخدع).
- في لعبة «أمنيشيا: ذا دارك ديسينت» لأجهزة الحاسوب (2010)، تستيقظ شخصية اللاعب، دانييل، مع فقدان الذاكرة المحرض ذاتيًا في قلعة بريننبيرغ المرعبة، ويجب أن يكتشف حقيقة ذكرياته.
- في كتاب «مخلصة» (2013) يُستخدم «مصل الذاكرة» لمسح ذكريات الناس.
- أشارت مؤسسة إس سي بي إلى الأدوية المحرضة لفقدان الذاكرة في العديد من مقالاتها منذ إنشائها، تحت اسم «مُفقدات الذاكرة».
- في الرواية الخيالية «ذا ميز رانر»، تستيقظ الشخصيات المراهقة مع فقدان ذاكرة محرّض بالأدوية، والذي يعد أحد العوامل الرئيسية التي تقود سير الأحداث.[9]
- في الحلقة 3 من سلسلة «دكتور هو»، بعنوان «غريدلوك»، تُباع الأدوية التي تحرض فقدان الذاكرة على شكل رقعة تحمل اسم «انسَ».
- في المسلسل التلفزيوني «نقطة عمياء»، مُسحت ذاكرة الشخصية الرئيسية، جين، تمامًا باستخدام دواء يسمى زد آي بّي.[10][11]

## في الأساطير
نبينتي، سُميّ حرفياً «مضاد الحزن»، هو مادة مذكورة في الأوديسة وأُعطيت لهيلين من طروادة، ويُقال إنها نشأت من مصر. يسبب استخدامها نسيان الذكريات الحزينة.